# Система поддержки принятия решений
Система поддержки принятия решений (СППР) (англ. Decision Support System, DSS) — компьютерная автоматизированная система, целью которой является помощь людям, принимающим решение в сложных условиях для полного и объективного анализа предметной деятельности. Это означает, что она выдаёт информацию (в печатной форме, или на экране монитора, или звуком), основываясь на входных данных, помогающую людям быстро и точно оценить ситуацию и принять решение. СППР возникли в результате слияния управленческих информационных систем и систем управления базами данных.
Для анализа и выработок предложений в СППР используются разные методы. Это могут быть: информационный поиск, интеллектуальный анализ данных, поиск знаний в базах данных, рассуждение на основе прецедентов, имитационное моделирование, эволюционные вычисления и генетические алгоритмы, нейронные сети, ситуационный анализ, когнитивное моделирование и других. Некоторые из этих методов были разработаны в рамках искусственного интеллекта. Если в основе работы СППР лежат методы искусственного интеллекта, то говорят об интеллектуализированной СППР или ИСППР.
Близкие к СППР классы систем — это экспертные системы и автоматизированные системы управления.